# 射雕英雄传：侠之大者
《射雕英雄传：侠之大者》是一部2025年中国古装武侠电影，改编自金庸武侠小说《射雕英雄传》第34至40章，由徐克自编自导，肖战、庄达菲领衔主演，于2025年1月29日（大年初一）在中国大陆上映。本片以郭靖为代表的侠之大者，为国为民，集结中原武林力量，抗击蒙古大军力守襄阳。郭靖受高人赏识和器重，得传天下绝世武功“九阴真经”和“降龙十八掌”。與黄蓉结识，后一起在铁骑箭雨和硝烟旌旗中，保护南宋边关。

## 剧情
一開始蒙古軍與金軍展開全面戰爭，稍佔上鋒後有蒙古將軍遇上郭靖，郭靖用蒙古話解釋自己是來找人，之後蒙古兵离开，郭靖回憶起自己来到中原拜江南七怪為師，但唔識教人的江南七怪罵叫郭靖在古廟跪低，因而令郭靖與黄蓉结识，因黄蓉煮飯超好吃，洪七公就以黄蓉煮一道菜教一招，令郭靖从其身上学到了降龙十八掌，並提示其在無路可退時可以「借力打力，隔山打牛」解圍。之後因黄蓉被人重創，郭靖又背着她去找南帝一燈大師相救，郭靖因此从大师那里熟習了九阴真经的療傷篇。後因江南七怪中的六位师父在桃花岛上遇害，郭靖认定他们死于东邪之手，于是痛罵黄蓉後离开，直到后来从活着的大师父那里才得知错怪了东邪和黄蓉。於是決定四尋黃蓉，在回蒙古大漠见母亲的路上，郭靖看到蒙古军与金兵交战，并出手救了以义兄拖雷为首的蒙古兵。
效忠于金国的西毒欧阳锋为了得到九阴真经成为天下第一高手，带领几名手下抓住黄蓉並叫靈智上人將放有毒蛇的環戴在黃蓉項上，后来黄蓉離間眾人後借机逃离，其中一人問欧阳锋與郭靖一戰誰勝時回憶在郭靖動彈不得的情況被其以降龙十八掌一下打下城；而在逃跑的路上被暗器所伤的黄蓉被华筝所救并被带回蒙古大营。华筝回到了蒙古后见到了归来的郭靖，华筝对郭靖表示要跟郭靖成婚，但被郭靖拒绝，因为他表示已喜欢上了一位汉人女子黄蓉，引起华筝对黄蓉的嫉恨，但她并不知道黄蓉就是所救回那位女子。听华筝说她要与郭靖成亲，黄蓉原本想要离开此地，之后又得知郭靖内心喜欢的是自己就又留了下来。
大汗让郭靖公开表演其在中原学到的高深武艺，其展示的九阴真经与降龙十八掌的威力令众人惊叹不已。华筝从一些细节得知救回的女子就是情敌黄蓉后两人交手，恰好遇到夜里来到蒙古大营找黄蓉的欧阳锋，黄蓉就将自己早已准备好的写乱的梵文经文交给了他。由于大汗计划带领蒙古大军绕道宋国南下以进军金国却遭到了宋的拒绝，引发蒙古军攻打宋国边境之战。郭靖请求大汗不要伐宋遭到拒绝并被软禁了起来，郭靖就想带着母亲一起逃回宋国，母亲不愿成为累赘而选择自刎，华筝驾着马车护送郭靖到了宋国。郭靖将母亲的遗体安葬，并因桃花鷄及引天雷令其与黄蓉再次重逢。
郭靖黄蓉来到宋军防守的边境之城准备帮助宋军抵抗蒙军。未料遇上逆练了黄蓉给他的九阴真经后依然功力大增但走火入魔的欧阳锋，他隻身来到蒙古军前开始大肆屠杀，情急之下为救大汗性命郭靖与欧阳锋展开多番激烈较量，最终在動彈不得的情況再以降龙十八掌的時乘六龍(將氣勁以飛石方式奇襲)+隔山打牛战胜欧阳锋，欧阳锋则在被郭靖破了護身勁，加上中了大汗的箭后身受重伤急忙逃离。
宋军统帅看到蒙古兵阵型大乱后打开城门准备进攻，蒙军也重整队伍准备迎战，黄蓉与郭靖站在蒙古大军前面加以阻止。郭靖在向大汗说了一些家国民族大义、爱护百姓性命等道理后打动了大汗，大汗最终选择撤军。自此以后，郭靖黄蓉坚持在宋国边境地区操练士兵，以保卫百姓与国家安全。

## 演员
| 演員     | 角色     | 介紹                             |
| -------- | -------- | -------------------------------- |
| 肖战     | 郭靖     |                                  |
| 庄达菲   | 黄蓉     |                                  |
| 梁家辉   | 歐陽鋒   | 金国国师                         |
| 张文昕   | 華箏     | 大汗女儿                         |
| 巴雅尔图 | 大汗     |                                  |
| 阿如那   | 拖雷     | 大汗四子，郭靖的结义兄弟（安达） |
| 蔡少芬   | 李萍     | 郭靖母亲                         |
| 胡军     | 洪七公   |                                  |
| 吳興國   | 一燈大師 | 南帝                             |

## 制作
该片于2023年7月开机，8月移师内蒙古锡林郭勒盟正蓝旗上都影视城进行外景拍摄，2023年12月杀青。
电影主要改编自《射雕英雄传》第34至40章，这是徐克在1990年代监制《笑傲江湖》和《笑傲江湖II东方不败》后，再次拍摄金庸小说武侠片。

## 发行
2024年11月15日，电影官宣定档2025年大年初一并发布首支预告。2024年12月23日，正式預告片發表。
根據香港電影分級制度，因強烈暴力情節被例為IIA兒童不宜。